# رحمت‌اله جباری
رحمت‌اله جباری (زاده ۱۳۲۲ در گرگان) نویسنده و مترجم ایرانی است. وی مترجم آثار کارل پوپر است.

## پیشینه
وی تحصیلات مقدماتی متوسطه را در زادگاه خود به پایان رسانید و آنگاه در دانشگاه تهران در رشته زبان و ادبیات فارسی نزد استادانی بزرگ چون بدیع‌الزمان فروزانفر، مدرس رضوی، صادق کیا، محمد معین، ناتل خانلری، عبدالحمید بدیع‌الزمانی کردستانی، ذبیح‌الله صفا، جلال‌الدین همایی، رعدی آذرخشی، لطفعلی صورتگر، حسین خطیبی، بهرام فره‌وشی، صادق گوهرین، جعفر شهیدی و ... دوره‌های کارشناسی و تحصیلات تکمیلی گذرانید و در زمینه‌های فلسفه و عرفان و علوم پایه نزد فرهیختگان علم و معرفت آموخت. سال‌ها با شرکت در کنگره تحقیقات ایرانی دانش اندوخت و در دانشگاه‌های منابع طبیعی و علوم پزشکی گرگان و مراکز آموزش عالی وزارت آموزش و پرورش به تدریس و تحقیق روی آورد و در بنیانگذاری دانشگاه آزاد اسلامی گرگان شرکت کرد و به عضویت هیئت علمی درآمد. حاصل بیش از پنجاه سال تتبع و تحقیق و تدریس و ایراد سخنرانی‌های علمی و ارائه مقالات، تربیت هزاران فرهیخته و دانش‌آموخته است. انتشار کتاب دستور زبان فارسی، فارسی عمومی و بازنویسی ۵ منظومه عاشقانه به نثر فارسی و همچنین ترجمه برخی از آثار کارل پوپر از کارهای اخیر اوست.

## آثار
- حدس‌ها و ابطال‌ها. کارل پوپر. ترجمه رحمت‌اله جباری. شرکت سهامی انتشار[۴]
- فقر مکتب تاریخ گرایی. کارل پوپر. ترجمه رحمت‌اله جباری. شرکت سهامی انتشار[۵]
- جامعه باز و دشمنان آن. کارل پوپر. ترجمه رحمت‌اله جباری. شرکت سهامی انتشار
- جست‌وجوی بی‌پایان. کارل پوپر. ترجمه رحمت‌اله جباری. شرکت سهامی انتشار
- جهان باز. کارل پوپر. ترجمه رحمت‌اله جباری. شرکت سهامی انتشار
- منطق اکتشاف علمی. کارل پوپر. ترجمه احمد آرام و رحمت‌اله جباری. شرکت سهامی انتشار
- واقع‌گرایی و هدف علم. کارل پوپر. ترجمه رحمت‌اله جباری. شرکت سهامی انتشار
- نظریه کوانتوم و تفرقه در فیزیک. کارل پوپر. ترجمه رحمت‌اله جباری. شرکت سهامی انتشار[۶]
- غزلیات سعدی (به همراه اعراب‌گذاری، خوانش صحیح و معنی واژگان دشوار). به کوشش رحمت‌اله جباری و امیر راسخی‌نژاد. شرکت سهامی انتشار
- بوستان سعدی (به همراه اعراب‌گذاری، خوانش درست، معنی واژگان دشوار و کشف‌الابیات). به کوشش رحمت‌اله جباری و امیر راسخی‌نژاد. شرکت سهامی انتشار
- قصاید سعدی (به همراه اعراب‌گذاری، خوانش درست و معنی واژگان دشوار). به کوشش رحمت‌اله جباری و امیر راسخی‌نژاد. شرکت سهامی انتشار
- داستان ویس و رامین. برگردان به نثر از منظومه فخرالدین اسعد گرگانی. به کوشش و تلخیص رحمت‌اله جباری. نشر حریر[۷]
- داستان خسرو و شیرین. برگردان به نثر از شاهنامه فردوسی و منظومه نظامی گنجوی. به کوشش و تلخیص رحمت‌اله جباری. نشر حریر
- داستان همای و همایون. برگردان به نثر از منظومه خواجوی کرمانی. به کوشش و تلخیص رحمت‌اله جباری. نشر حریر
- داستان وامق و عذرا. برگردان به نثر از منظومه میرزا محمدصادق نامی. به کوشش و تلخیص رحمت‌اله جباری. نشر حریر[۸]
- داستان جمشید و خورشید. برگردان به نثر از منظومه سلمان ساوجی. به کوشش و تلخیص رحمت‌اله جباری. نشر حریر